# Lucius Mestrius Florus
Lucius Mestrius Florus war ein römischer Senator im 1. Jahrhundert n. Chr. und wird mehrfach durch den Philosophen und Schriftsteller Plutarch erwähnt, beispielsweise als Gesprächspartner in dessen Werk Quaestiones convivales.
Mestrius Florus war wohl ein Homo novus, dürfte also als erster seiner Familie zum Senator geworden sein. Sein Eintritt in den Senat ist vermutlich in die Zeit des Kaisers Nero (regierte 54–68) zu datieren. Im Vierkaiserjahr 69 n. Chr. hielt er sich in Rom auf und begleitete schließlich gemeinsam mit diversen anderen Senatoren den Kaiser Marcus Salvius Otho in den Bürgerkrieg gegen dessen Kontrahenten Vitellius. Plutarch betont, dass sich Florus unfreiwillig diesem Kriegszug angeschlossen habe. Schließlich wurden die othonischen Truppen in der Ersten Schlacht von Bedriacum besiegt. Zu Vespasian, der siegreich aus dem Vierkaiserjahr hervorging, soll Florus dem Kaiserbiographen Sueton zufolge ein gutes Verhältnis gehabt haben und zu den Vertrauten (amici, wörtlich „Freunden“) des Herrschers gehört haben. Sueton nennt ihn in diesem Zusammenhang Konsular, also ehemaligen Konsul. Wann Florus den Konsulat bekleidete, ist nicht bekannt – in der Forschung wird ein Jahr um 75 angenommen. Da die Liste der „ordentlichen Konsuln“ vollständig bekannt ist und Florus darin nicht genannt wird, muss es sich bei seiner Amtszeit um ein Suffektkonsulat gehandelt haben. Wie aus einer Inschrift aus Ephesos hervorgeht, war Mestrius Florus schließlich etwa in den Jahren 88/89 Statthalter der Provinz Asia, hatte also eines der angesehensten senatorischen Ämter inne.
Wann er den damals noch jungen Plutarch kennenlernte, ist nicht bekannt. Es wird vermutet, dass Florus irgendwann in seiner Karriere ein Amt in der Provinz Achaea (Zentralgriechenland) innehatte und dort den Schriftsteller traf. Als sein Förderer verschaffte er diesem daraufhin das römische Bürgerrecht. Daher übernahm Plutarch den römischen Üblichkeiten gemäß den Gentilnamen Mestrius. In seiner Otho-Biographie berichtete er später davon, dass Florus ihm die Schauplätze der Bürgerkriege des Vierkaiserjahrs gezeigt habe.